# 아르우르

아르우르의 위치

아르우르(몰타어: Għargħur)는 몰타의 도시로 면적은 0.094km2, 인구는 2,533명(2011년 3월 기준), 인구 밀도는 1,300명/km2이다.

시기
시 문장